# 反帝国主义·反斯大林主义
反帝国主义·反斯大林主义（日语：／），简称反帝·反斯，是1950年代日本新左翼理论家黑田宽一提出的一种理论。该理论主张同时反对帝国主义和斯大林主义。该理论构成日本革命的共产主义者同盟革命的马克思主义派（革马派）、革命的共产主义者同盟全国委员会（中核派）、革命的共产主义者同盟再建协议会（中核派关西派）等组织的基本理论。不过，各派对该思想的具体内容的描述存在差异。